# 小行星7574
小行星7574（英語：7574）是一颗围绕太阳公转的小行星。1989年11月20日，W. Kakei、鬼沢稔、浦田武在清水町发现了此天体。
这颗小行星的绝对星等为343.63027261等。